# Юра, Гнат Петрович

Могила Гната Юры и Ольги Рубчаковны

Гнат (Игнатий) Петро́вич Юра́ (укр. Гнат Петрович Юра; 1888—1966) — украинский советский театральный режиссёр, актёр, педагог. Народный артист СССР (1940). Лауреат двух Сталинских премий второй степени (1949, 1951).

## Биография
Гнат Юра родился 27 декабря 1887 (8 января 1888) года в селе Федвар Александрийского уезда Херсонской губернии Российской Империи (ныне Подлесное Кропивницкого района Кировоградской области Украины). Брат Александра, Терентия и Татьяны Юра.
В 1898 году закончил земскую школу. В 1900—1907 годах работал переписчиком в центральных конторах судебного ведомства в Елисаветграде (с 2016 года Кропивницкий).
Сценическую деятельность начал в любительских кружках Елисаветграда. На профессиональной сцене с 1907 года. Работал актёром и режиссёром в труппе С. Максимовича, других передвижных украинских театрах (1907—1909).
В 1909—1917 годах служил в Русской Императорской Армии. Играл на сцене даже во время прохождения службы (во Львовском украинском драматическом театре общества «Русская беседа» (1913—1914), в Александрии).
В 1917—1919 годах — актёр и режиссёр «Молодого театра», в 1919 — Первого театра Украинской советской республики им. Т. Г. Шевченко (ныне Днепровский драматический театр имени Т. Шевченко), в который влилась труппа «Молодого театра» (оба в Киеве), в 1919—1920 — «Нового Львовского театра» (Винница).
С 1920 года — один из основателей (на основе «Нового Львовского театра» и группы актёров «Молодого театра»), актёр, главный режиссёр и директор (до 1954, в 1954—1961 — совместно с М. М. Крушельницким) Театра имени И. Франко в Виннице (с 1923 — в Харькове, с 1926 — в Киеве, ныне Национальный академический драматический театр имени Ивана Франко). Поставил более 100 спектаклей.
В 1925 году побывал в творческой командировке в Германии и Чехословакии.
В начале 1930-х годов одновременно работал художественных руководителем и режиссёром в Польском театре Киева.
Во время войны находился с театром в Семипалатинске и Ташкенте.
С 1938 по 1965 год преподавал в Киевском институте театрального искусства им. И. Карпенко-Карого (ныне Киевский национальный университет театра, кино и телевидения имени И. К. Карпенко-Карого) (с 1946 — профессор).
Член ВКП(б) с 1938 года. Депутат Верховного Совета Украинской ССР 1—5 созывов.
Гнат Петрович Юра умер 18 января 1966 года в Киеве. Похоронен на Байковом кладбище.

### Семья
- Жена — Ольга Ивановна Рубчаковна (1903—1981), украинская, советская актриса. Заслуженная артистка Украинской ССР (1940)[4].

## Звания и награды
- Заслуженный артист Республики (1923)[5]
- Народный артист Украинской ССР (1938)
- Народный артист СССР (1940)
- Сталинская премия второй степени (1949) — за постановку спектакля «Макар Дубрава» А. Е. Корнейчука[6]
- Сталинская премия второй степени (1951) — за постановку спектакля «Калиновая роща» А. Е. Корнейчука
- Три ордена Ленина (1951, 1958, 1960)
- Два ордена Трудового Красного Знамени (1936, 1948)
- Орден «Знак Почёта» (1940)
- Медаль «За доблестный труд в Великой Отечественной войне 1941—1945 гг.» (1946)

## Творчество

### Роли в театре
- 1917 — «Доктор Керженцев» по Л. Н. Андрееву — доктор Керженцев
- 1924 — «97» Н. Г. Кулиша — Копыстка
- 1933 — «Женитьба Фигаро» П. Бомарше — Фигаро
- «Житейское море» И. К. Карпенко-Карого — Степочка Крамарюк
- «Суета» И. К. Карпенко-Карого — Терешко
- «Сто тысяч» И. К. Карпенко-Карого — Бонавентура
- «Мартын Боруля» И. К. Карпенко-Карого — Мартын Боруля
- «Диктатура» И. К. Микитенко — Малоштан
- «Похождения бравого солдата Швейка» по Я. Гашеку — Швейк
- «На дне» М. Горького — Лука
- «Святая Иоанна» Б. Шоу — Карл VII
- «Царь Эдип» Софокла — пастух Лай

### Постановки в театре

#### «Молодой театр»
- 1917 — «Доктор Керженцев» по Л. Н. Андреева
- «Затопленный колокол» Г. Гауптмана
- «Молодость» М. Хальбе
- «Царь Эдип» Софокла

#### Киевский драматический театр им. И. Франко
- 1920 — «Грех» В. К. Винниченко
- 1920 — «Суета» И. К. Карпенко-Карого
- 1920 — «Житейское море» И. К. Карпенко-Карого
- 1920 — «На дне» М. Горького
- «Лорензаччо» А. де Мюссе
- «Овечий источник» Л. де Веги
- «Монна Ванна» М. Метерлинка
- «Лесная песня» Л. Украинки
- «Каменный властелин» Л. Украинки
- «Ревизор» Н. В. Гоголя
- «Герцогиня Падуанская» О. Уайльда
- 1924 — «97» Н. Г. Кулиша
- 1925 — «Коммуна в степи» Н. Г. Кулиша
- 1925 — «Вий» О. Вишни по Н. В. Гоголю
- 1927 — «Сон в летнюю ночь» У. Шекспира
- 1928 — «Мятеж» по Д. А. Фурманову
- 1928 — «Бронепоезд 14-69» Вс. В. Иванова
- 1928 — «Похождения бравого солдата Швейка» по Я. Гашеку
- 1929 — «Диктатура» И. К. Микитенко
- 1930 — «Кадры» И. К. Микитенко
- 1930 — «Каменный остров» А. Е. Корнейчука
- 1931 — «Дело чести» И. К. Микитенко
- 1932 — «Девушки нашей страны» И. К. Микитенко
- 1932 — «Местечко Ладеню» Л. Первомайского
- 1933 — «Солдат-чародей» И. П. Котляревского
- 1933 — «Женитьба Фигаро» П. Бомарше
- 1933 — «Гибель эскадры» А. Е. Корнейчука
- 1934 — «Бастилия Божьей матери» И. К. Микитенко
- 1934 — «Мастера времени» И. А. Кочерги
- 1935 — «Соло на флейте» И. К. Микитенко
- 1936 — «Дон Карлос» Ф. Шиллера
- 1937 — «Правда» А. Е. Корнейчука
- 1937 — «Банкир» А. Е. Корнейчука
- 1938 — «Ой, не ходи Грицю…» М. П. Старицкого
- 1939 — «Богдан Хмельницкий» А. Е. Корнейчука
- 1940 — «В степях Украины» А. Е. Корнейчука
- 1940, 1956 — «Украденное счастье» И. Я. Франко
- 1940 — «Потомки» Ю. И. Яновского
- 1945 — «Приезжайте в Звонковое» А. Е. Корнейчука
- 1945 — «Сто тысяч» И. К. Карпенко-Карого
- 1948 — «Макар Дубрава» А. Е. Корнейчука
- 1950 — «Калиновая роща» А. Е. Корнейчука (совм. с Б. Н. Нордом)
- 1950 — «Мартын Боруля» И. К. Карпенко-Карого
- 1954 — «Крылья» А. Е. Корнейчука
- 1957 — «Дума о Британке» Ю. И. Яновского
- 1960 — «Свадьба Свички» И. А. Кочерги

Гнат Юра в роли Швейка

- 1961 — «Пророк» И. А. Кочерги

### Роли в кино
- 1935 — Дивный сад — эпизод
- 1936 — Прометей — Сидоренко, управляющий пана Свечки
- 1937 — Запорожец за Дунаем — Селим-ага
- 1938 — Кармелюк — пан Опанасенко
- 1939 — Щорс — атаман Коновалец
- 1942 — Партизаны в степях Украины (фильм-спектакль) — переводчик
- 1951 — Незабываемый 1919 год — Клемансо
- 1951 — Тарас Шевченко — Михаил Щепкин
- 1953 — Мартын Боруля (фильм-спектакль) — Мартын Боруля, богатый шляхтич
- 1956 — Суета (фильм-спектакль) — Терёшка Сурма
- 1958 — Сто тысяч (фильм-спектакль) — Бонавентура

### Режиссёр в кино
- 1952 — В степях Украины (фильм-спектакль) (совм. с Т. В. Левчуком)
- 1952 — Украденное счастье (фильм-спектакль) (совм. с И. П. Шмаруком)
- 1953 — Мартын Боруля (фильм-спектакль) (совм. с А. Ф. Швачко)
- 1958 — Сто тысяч (фильм-спектакль) (совм. с В. М. Ивановым)

## Память

Мемориальная доска Гнату Юре, Александрия

- В 1967 году, в Святошинском районе Киева в честь Г. Юры названа улица.
- В 1969 году, на доме 2/1 по улице Ольгинской в Киеве, где в 1944—1966 годах жил режиссёр, установлена мемориальная доска (бронза, барельеф; скульптор Ю. Л. Синкевич, архитектор А. А. Сницарев)[7].
- Также мемориальная доска установлена в Александрии, на фасаде местного Дворца культуры (бывшего театра города).
- В мае 2011 года памятник Г. Юре был открыт в Киеве, в сквере около Национального академического драматического театра им. И. Франко[8].
- В с. Подлесное Александрийского района Кировоградской области установлен бюст Г. Юре.